# Узники страны призраков
«Узники страны призраков» (англ. Prisoners of the Ghostland) — американский неонуарный вестерн-боевик режиссёра Сион Соно по сценарию Аарона Хэндри и Резы Сиксо Сафаи. Главные роли в нём играют Николас Кейдж и София Бутелла. Премьера состоялась в январе 2021 года, в прокат картина вышла 17 сентября 2021 года. Она получила противоречивые отзывы критиков.

## Сюжет
Действие фильма происходит в будущем. Центральный персонаж — уголовник Герой, грабитель банков в Самурай-Тауне, который попадает в тюрьму. Его освободили из тюрьмы, чтобы он нашёл исчезнувшую внучку жестокого местного единоличного правителя города по прозвищу Губернатор. У него всего пять дней на выполнение задания. Если Герой не справится, то у него взорвётся закреплённая на нём взрывчатка. Отправляясь на опасное задание, Герой не подозревает, что от успеха миссии зависит не только его собственная жизнь. В итоге он побеждает, а город начинает жить новой жизнью.

## В ролях
- Николас Кейдж — Герой
- София Бутелла — Бернис
- Билл Моусли — Губернатор
- Эд Скрейн
- Ник Кассаветис[2]
- Янг Дайс
- Так Сакагучи

## Создание и оценки
В декабре 2018 года стало известно, что японский режиссёр Сион Соно снимет первый в своей карьере англоязычный фильм — «Узники страны призраков» с Николасом Кейджем в главной роли. В ноябре 2019 года роли в картине получили София Бутелла, Эд Скрейн, Билл Моусли, Янг Дайс и Так Сакагучи. Сценарий написали Аарон Хендри и Реза Сиксо Сафаи, последний вошёл в число продюсеров наряду с Лаурой Ристер, Майклом Мендельсоном, Ко Мори и Нейтом Болотином. Съёмки начались 6 ноября 2019 года в Японии, а 31 марта 2020 года были перенесены в Лос-Анжелес.
Премьера состоялась 31 января 2021 года на кинофестивале Санденс. 17 сентября 2021 года картина вышла в прокат.
По словам Соно, фильм был снят не на пределе его творческих возможностей, потому что он «не хотел сразу сильно пугать западного зрителя». Однако Кейдж назвал «Призраков» самым безумным фильмом из всех, в которых он когда-либо снимался. По мнению критика «Афиши» Владимира Бурдыгина, «Узники страны призраков» — это «просто очень весело и страшно», однако картина не лишена и определённого символизма. Например, часы в мире фильма замерли на 8:15, времени падения бомбы на Хиросиму, сеттинг в постапокалиптичной Японии при сочетании декораций в стиле вестерн с типично-японскими мотивами создаёт эффект двойной бутафории, которая вот-вот рухнет и обнажит крайне неприятную реальность. По мнению Бурдыгина, этот фильм Соно через призму гротеска говорит о преодолении национальной психотравмы атомных бомбардировок, сложном взаимовлиянии востока и запада, реальности и фантазий.
На сайте-агрегаторе отзывов Rotten Tomatoes фильм получил рейтинг 61 % со средней оценкой 5,8 из 10. Критики с этого ресурса констатировали, что «Узники страны призраков» — «далеко не самая выдающаяся работа Соно, но зрителям, настроенным на безумное сочетание жанра гонзо с взрывным выступлением Николаса Кейджа, они могут понравиться». На сайте Metacritic картина получила 53 балла из 100, что указывает на «смешанные или средние отзывы». Ник Аллен (RogerEbert.com) поставил ей две звезды из четырёх со словами: «Ни один фильм с Николасом Кейджем… не должен быть таким утомительным, затянутым и откровенно скучным». Обозреватель Screen Daily дал положительный отзыв, написав: «Фильм находится в плену множества влияний, но Кейдж настолько энергичен, что вы не откажетесь стать его пленником». Журнал HorrorBuzz поставил фильму шесть звезд из десяти, Кларисса Лоури из Independent — четыре из пяти.
Тим Грирсон из Screen Daily дал картине положительную оценку, в том числе из-за яркой актёрской работы Кейджа. Рецензент Variety написал неоднозначный отзыв, отметив: «Почему-то не кажется странным, что Кейдж стал партнером Соно».